# 6 Dywizjon Żandarmerii
6 Dywizjon Żandarmerii (6 dżand.) – oddział żandarmerii Wojska Polskiego.

## Historia dywizjonu
6 dywizjon żandarmerii wraz z podporządkowanymi pododdziałami stacjonował na terenie Okręgu Korpusu Nr VI (dowództwo dyonu we Lwowie oraz plutony Lwów I, Lwów II, Stanisławów, Tarnopol, Złoczów, Czortków, Kołomyja i Brzeżany). Dowódca dywizjonu pełnił równocześnie funkcję szefa żandarmerii w Dowództwie Okręgu Korpusu Nr VI.
17 listopada 1921, w związku z przekazaniem części obszaru i oddziałów dotychczasowego Dowództwa Okręgu Generalnego Lwów pod kompetencje i rozkazy Dowództwa Okręgu Korpusu Nr X, przynależne do VI dywizjonu żandarmerii wojskowej plutony żand. wojsk.: Przemyśl, Jarosław, Gródek, Sambor i Stryj zostały przekazane X dywizjonowi żand. wojsk.
Na początku 1924 roku służbę czynną w dywizjonie pełniło 18 oficerów żandarmerii i jeden porucznik administracji na stanowisku oficera kasowego. Dywizjon był oddziałem macierzystym dla jednego oficera zawodowego (kpt. Kazimierza Rembacza) oraz dwóch oficerów rezerwy: ppłk. Wiktora Hoszowskiego i ppor. Tadeusza Konarskiego.
Do 20 marca 1924 roku zostały zlikwidowane plutony żandarmerii: Brzeżany, Lwów II i Złoczów, a w ich miejsce zostały zorganizowane posterunki żandarmerii. 
W sierpniu 1924 roku posterunek żandarmerii w Bóbrce został przeniesiony do Chodorowa i powiększony o dwóch żandarmów, do stanu sześciu żandarmów. Rejon służbowy posterunku obejmował powiaty: bóbrecki województwa lwowskiego, przemyślański województwa tarnopolskiego oraz rohatyński i żydaczowski województwa stanisławowskiego.
17 lutego 1928 roku minister spraw wojskowych zatwierdził datę 12 stycznia, jako święto dywizjonu. 12 grudnia 1935 roku minister spraw wojskowych unieważnił datę święta dywizjonu oraz zatwierdził dzień 13 czerwca jako datę święta żandarmerii. 
W lutym 1929 roku starszy żandarm Ignacy Mazur z Plutonu Żandarmerii Tarnopol został odznaczony Medalem za Ratowanie Tonących.
31 grudnia 1937 roku minister spraw wojskowych nadał koszarom dywizjonu nazwę „Koszary imienia Generała Inż. Aleksandra Litwinowicza”. 
Jednostka nie posiadała sztandaru i odznaki pamiątkowej. Oficerowie i podoficerowie od 1931 roku mogli otrzymać odznakę pamiątkową Żandarmerii. W 1939 roku zamierzano wprowadzić do użytku „Znak Służbowy Żandarmerii”. Znaki miały być numerowane. Dla 6 dywizjonu przewidziano znaki z numerami od 6000 do 6999.
W dwudziestoleciu międzywojennym służbę w dywizjonie pełnił m.in. majorzy Leon Cehak i Jan Mieczysław Zborucki, kapitanowie Wiktor Hausman, Rudolf Klemens i Józef Korytowski oraz porucznik Alfred Theuer.
Z zapisów dziennika dowódcy Okręgu Korpusu Nr VI we Lwowie, gen. bryg. Władysława Langnera wynika, że „w nocy z 19/20 [sierpnia 1939] skradziono z magazynu mobilizacyjnego jednego ze szwadronów 22 pułku kaw w Brodach dwa karabiny maszynowe. Wysłałem natychmiast na miejsce komisję w składzie prokuratora, szefa wywiadu oraz dowódcę plutonu żandarmerii ze Stanisławowa dla wykrycia sprawców. Po dokładnym sprawdzeniu ewidencji jeden z wartowników owej nocy miał zaznaczone, że jest podejrzany o należenie do organizacji bojowej ukraińskiej. Dzięki sprężystej akcji żandarmerii po kilku dniach karabiny maszynowe odnaleziono ukryte w stodole w rejonie Krasne”.

## Organizacja pokojowa i dyslokacja 6 dżand. w 1939
Organizacja pokojowa i dyslokacja 6 dżand. w 1939:
- dowództwo dyonu we Lwowie, Plac Bema 3,
- pluton żandarmerii Lwów, ul. Kordeckiego 2,
  - posterunek żandarmerii Skniłów (rejon służbowy: 6 pułk lotniczy),
  - posterunek żandarmerii Hołosko (rejon służbowy: Składnica Uzbrojenia nr 6)[b],
  - posterunek żandarmerii Żółkiew,
  - posterunek żandarmerii Gródek Jagielloński,
- pluton żandarmerii Tarnopol, Plac Dominikański 1,
  - posterunek żandarmerii Brody,
  - posterunek żandarmerii  Brzeżany,
  - posterunek żandarmerii Trembowla,
  - posterunek żandarmerii Złoczów,
- pluton żandarmerii Kołomyja, ul. Jagiellońska 102,
- pluton żandarmerii Stanisławów,
  - posterunek żandarmerii Stryj[c][d].

## Kadra żandarmerii okręgu generalnego i dywizjonu
Dowódcy
- mjr żand. Wiktor Hoszowski (XII 1918 – XII 1919)
- ppłk żand. Emil Tintz (XII 1919 – VI 1921)
- mjr żand. Brunon Baduszek (VI – 30 IX 1921)
- ppłk żand. Wacław Harasymowicz (30 IX 1921 – 18 III 1922 → dowódca 1 dżand)
- mjr żand. Brunon Baduszek (19 III 1922 – IX 1927)
- mjr żand. Teofil Ney (p.o. IX 1927 – V 1933)
- ppłk żand. Kazimierz Chodkiewicz (V 1933 – 30 VIII 1939)

Obsada personalna 6 dżand w marcu 1939
- dowódca dyonu - ppłk żand. Kazimierz Chodkiewicz → dowódca żandarmerii Armii „Karpaty”
- I zastępca dowódcy – mjr żand. Jan Smereczański
- p.o. II zastępcy dowódcy (kwatermistrz) – kpt. żand. Jan Władysław Łysakowski
- adiutant – por. żand. Wincenty Kwiatkowski
- oficer mobilizacyjny – kpt. żand. Michał Szlachetko
- oficer śledczy – wakat
- oficer gospodarczy – por. int. Władysław Trojan[e]
- oficer do zleceń – wakat
- dowódca plutonu Kołomyja – por. żand. Edward Karol Walerian Landsman → dowódca plutonu konnego żandarmerii nr 6
- dowódca plutonu Lwów – por. żand. Józef Alfred Wrześniowski → dowódca plutonu pieszego żandarmerii nr 127
- oficer plutonu – ppor. kaw. rez. pdsc mgr Zygmunt Julian Władysław Danek
- dowódca plutonu Stanisławów – kpt. żand. Franciszek Ksawery Kugler → dowódca plutonu pieszego żandarmerii nr 11
- oficer plutonu – ppor. kaw. rez. pdsc mgr Władysław Wilhelm Uzar
- dowódca plutonu Tarnopol – por. żand. Eugeniusz Zboromirski

Polegli i zmarli w obronie Lwowa
- ppor. żand. Władysław Czajkowski († 24 III 1919)
- ppor. żand. Kamil Orłowski-Ciupryk[19][20] († 17 V 1919)
- chor. Józef Tomasz Dobosz
- wachm. Jan Leszczyński († 15 II 1919 Lwów z ran)
- plut. Władysław Kolasa z Oddziału Lotnego Żandarmerii († 16 II 1919 z ran)
- żand. Jan Czekajło († 3 V 1919 Gródek Jagielloński)
- żand. Andrzej Falkiewicz († 3 V 1919 Lubień Wielki)
- żand. Bazyli Magierowski († 10 VI 1919 Lwów z choroby)
- szer. żand. Andrzej Dobrzański († 4 I 1919 z ran)
- szer. żand. pol. Wawrzyniec Kucwał († 17 II 1919 Gródek Jagielloński)